# Aelia Verina
Aelia Verina (? – 484 k.) I. Leó keletrómai császár felesége, II. Leó anyja, Zénón anyósa és a trónbitorló Basiliscus testvére volt.
Életéről nagyon keveset tudunk. Származása ismeretlen, de amennyiben elfogadjuk, hogy fivére barbár sorból érkezett, akkor ez nyilvánvalóan igaz rá is. Még 457 előtt házasodott össze Leóval, és három gyermeket szült neki: Ariadnét (a trónra lépés előtt), Leontiát (457-ben) és egy fiút, aki néhány hónaposan meghalt. Az Aelia nevet feltehetően férje megkoronázásakor vette fel: már I. Theodosius felesége, Aelia Flacilla óta szokásossá vált.

## Császárnéként
Leó családjáról alig tudunk – egy Euphemia nevű, feltételezett testvérét kivéve – Verina igen kiterjedt rokonsággal büszkélkedhetett, akik jelentős befolyásra tettek szert. Basiliscus mellett ismert még Verina unokaöccse, Armatus, és egy sógora, Zuzus. Leó uralkodása idején nem tudni, milyen szerepet játszott az udvar életében. 466-ban, miután a nagyhatalmú Aspar fia, Ardabur árulásba keveredett, és az alán hadvezér presztízse megrendült, a kis-ázsiai izauriak vezetője, Tarasikodissa – a későbbi Zénó császár – feleségül vette lányát, Ariadnét, és hamarosan megszületett a trónörökös, II. Leó. 468-ban a vezetésével megbízott Basiliscus tehetségtelenségén megbukott egy, a Vandál Királyság ellen indított nagyarányú hadjárat. Ez Aspar súlyának növekedéséhez vezetett, és fia, Patricius feleségül vehette Verina másik lányát, Leontiát. Amikor 471-ben Leó beleegyezésével puccsszerűen végeztek Asparral és Ardaburral, Patricius házasságát is felbontották. Ekkor Anthemius nyugatrómai uralkodó fia, Marcianus vette feleségül Leontiát.

## Zénó udvarában
Leó 474 elején bekövetkezett halála után Verina a palotában maradt. Érdekes módon élete hátralevő tíz évében sokkal nagyobb szerepet játszott a Birodalom történetében, mint császárnéként. Unokája, II. Leó 474 novemberében meghalt. Zénó egyeduralkodó maradt, az özvegy császárné – akinek egy korábbi praefectus praetorio, bizonyos Patricius a szeretője volt – valamilyen oknál fogva rossz viszonyba került vejével. Így lett szervezője, vagy inkább résztvevője a császár ellen szövődő összeesküvésnek. Állítólag ő csalta el családostul Zénót Konstantinápolyból 475-ben, miután Basiliscust azonnal trónra emelték. Állítólag maga Verina koronázta meg fivérét.
Elképzelhető – ám az események gyorsasága miatt kétségbe vonható – hogy a császárné azt remélte, hogy Patriciust teheti a trónra. Basiliscus azonban kivégezte testvérének szeretőjét, aki átállt veje oldalára, emiatt a Blakhernai negyed egyik templomában kellett menedéket keresni. Végül Armatus nevű unokaöccse mentette ki.

## Intrikák, konspiráció
Zénó 476 augusztusában tért haza nagyrészt a szintén izauri Illus segítségével, aki hamarosan magas rangra – magister officiorum – emelkedett. Verina haragja ekkor Illus ellen fordult. Már 477-ben megkísérelte meggyilkolni az izauri tisztviselőt az egyik császári rabszolga, ám a források nem tudnak róla, hogy Verina keze lett volna a dologban. Illus 478-ban consuli rangra emelkedett, akkor az özvegy császárné egyik bizalmasának, Epinicusnak az ügynöke próbált meg végezni vele. Az összeesküvésre fény derült, Illus pedig mindaddig nem volt hajlandó hazatérni Izauriából, amíg Verina a fővárosban maradt. Így aztán 478 végén Verinát a cilicai Tarsusba, majd az izauriai Dalisandusba, végül Cherrisbe száműzték. Sosem tért vissza Konstantinápolyba.
Verina még ilyen távolságból is képes volt gondot okozni Zénónak és Illusnak. 479 végén veje, Marcianus fivéreivel, Procopiusszal és Romulusszal együtt puccsot szerveztek, amely majdnem megdöntötte a császár hatalmát. Csak Illus Khalkédónból a Boszporuszon gyorsan áthozott csapatai mentették meg Zénó trónját. Verinának még maradtak támogató az udvarban, többek között lánya, Ariadné császárné. Ő 480 táján férjétől kikönyörögte-kizsarolta anyja számára az elbocsátó menlevelet – mondván, hogy férje Illus és őközüle láthatóan az előbbit választotta. Nemsokára egy harmadik merényletet is megkíséreltek Illus ellen, aki ezúttal megsebesült.
Az özvegy uralkodóné élete utolsó éveiben nagy ellenfele, Illus mellé állt. Ő ugyanis 484-ben a keleti hadseregek főparancsnokaként fellázadt pártfogója, Zénó ellen. Illus vele koronáztatta meg jelöltjét, Leontiust, emellett számos rendeletet adatott ki vele, amelyeket a kis-ázsiai városokba küldtek szét, hogy elismertessék Leontius császárságát. Még egy nyilatkozatot is kiadott, amelyben kifejtette, hogy a császár kapzsisága miatt fordult el tőle. Ez a pálfordulás nagy valószínűséggel azzal magyarázható, hogy az idősödő Verina Illus nyomására cselekedett, mert annak jól jött a császári ház egy tagjának támogatása. Bizonyítja ezt az is, hogy a koronázás után Papiriusba küldték, míg Illus és Leontius Antiochia felé menetelt.
A lázadók végül nem tudtak széles bázist szerezni, így kénytelenek voltak visszavonulni Papirius izauriai erődjébe. Itt halt meg az idős asszony, valószínűleg 484 végén. Holttestét lánya, Ariadné hozatta haza 488-ban, miután a vár elesett.
A jóval későbbi Parasztaszeisz szüntomoi khrónikai, mely sok megbízhatatlan hagyományt őrzött meg, említi, hogy Basiliscus alatt szobrot emeltek Verinának, illetve azt is, hogy elátkozta Kranosz szigetét, ami így évszázadokra elhagyatottá vált.